# Теклемариам Медхин
Теклемариам Медхин — эритрейский легкоатлет, который специализируется в беге на длинные дистанции. Двукратный серебряный призёр чемпионата мира по кроссу 2010 года в личном первенстве и командном зачёте. Бронзовый призёр чемпионата мира по кроссу 2009 года в командном зачёте. Выступал на олимпийских играх 2008 года на дистанции 10 000 метров, где занял 32-е место. На чемпионате мира 2009 года занял 12-е место в беге на 10 000 метров и 15-е место на дистанции 5000 метров. Занял 7-е место на Олимпиаде в Лондоне на дистанции 10 000 метров с результатом 27.34,76. Выступал на чемпионате мира 2013 года в Москве на дистанции 10 000 метров, но не смог закончить дистанцию.
Личный рекорд на дистанции 10 000 метров — 27.16,69, на дистанции 5000 метров — 13.04,55.

## Сезон 2014 года
16 марта 2014 года занял 4-е место на Лиссабонском полумарафоне с результатом 1:01.47.